# John Mankey Riggs

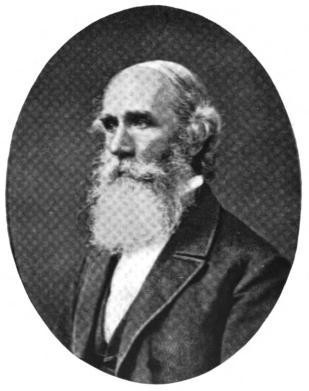
John Mankey Riggs

John Mankey Riggs (* 25. Oktober 1811 Seymour (Connecticut); † 11. November 1885) war ein US-amerikanischer Zahnarzt und gilt als Begründer der Parodontitistherapie.

## Leben
Riggs kam als Sohn von John und Mary Riggs, geborene Beecher, zur Welt. Sein Studium der Zahnmedizin an der Baltimore College of Dental Surgery beendete er im Jahr 1854. Er praktizierte zusammen mit Horace Wells in Hartford und konzentrierte seine Tätigkeit auf die Behandlung von Parodontopathien. Riggs hat 1844 (als Assistent von Horace Wells in dessen Praxis) erstmals einen Zahn unter Anästhesie mit Lachgas extrahiert. Sein Patient Horace Wells.

## Behandlung der Parodontitis
Die Parodontitis wurde seit der Vorstellung seiner Behandlungstechniken 1876 als Riggs-Krankheit bezeichnet. Er war ein Gegner der Gingivaresektion, die damals praktiziert wurde und propagierte die Zahnsteinentfernung einschließlich Débridement und Zahnpolitur. Ferner betonte er die Wichtigkeit der Mundhygiene zur Parodontitsprävention. Riggs demonstrierte seine Methode der konventionellen Parodontalbehandlung im Jahr 1856. Er entfernte Ablagerungen von den Zähnen mit Schabern, die er selbst entwickelt hatte. Er brachte danach eine Tinktur aus Myrrhe auf und polierte die Zähne. Er veröffentlichte seine Behandlungsmethode der von ihm als Pyorrhoea alveolaris bezeichneten Krankheit im Jahre 1876.
Der Schriftsteller Mark Twain, der Riggs zur Behandlung seiner Parodontitis aufsuchte, brachte Riggs Fertigkeiten in seinem kurzen Essay Happy Memories of the Dental Chair (dt.: Glückliche Erinnerungen an den Zahnarztstuhl) zu Papier.

„Then he put his tool into my mouth, rooted it up under a gum and began to carve. He seemed to fetch away chips of bone the size of my hand. In truth, what he removed could hardly have been seen without a microscope, I suppose -- but my imagination is a microscope. If I had been honest enough to speak my mind, I would have said "Ow!" to every dig, and shouted it; but I was ashamed to do that, and so only said "um," in a low voice, and kept back the exclamation point. ... At the end of an hour, something was said about chloroform. I knew I did not need it myself, but I believed my imagination did. ... I could not touch anything to my teeth for several days, they were so supernaturally sensitive. But after that they became as touch as iron, and a thorough comfort. If by some blessed accident my conscience could catch the Riggs disease, I know what I would do with it.“

„Dann führte er sein Instrument in meinen Mund ein, schob es tief in mein Zahnfleisch und begann zu schnitzen. Es schien mir, dass er Knochensplitter in der Größe meiner Hand herausholte. In Wahrheit – nehme ich an – war das, was er entfernt hatte, kaum ohne Mikroskop zu erkennen, aber meine Phantasie war ein Mikroskop. Wenn ich ehrlich genug gewesen wäre meine Meinung zu sagen, hätte ich zu jedem ‚Spatenstich‘ ‚Au!‘ ausgerufen, aber dafür schämte ich mich und so sagte ich nur ein ‚hm,‘ mit leiser Stimme und hielt das Ausrufezeichen zurück. ... Nach einer Stunde wurde Chloroform erwähnt. Ich wusste, dass ich es nicht brauchen würde, aber ich glaubte, meine Fantasie hat es gebraucht. ... Ich konnte meine Zähne einige Tage lang nicht berühren, da sie überempfindlich waren. Aber danach fühlten sie sich eisenhart und gut an. Wenn sich durch einen glücklichen Umstand mein Gewissen die Riggs-Krankheit einfangen würde, wüßte ich, was ich mit ihm tun würde.“